# Johann Karl Acoluth
Johann Karl Acoluth (auch Johann Carl Acoluth, Johann Carl Acoluthus, * 27. Januar 1700 in Breslau; † 31. Oktober 1763 in Zittau) war ein deutscher Mediziner und Apotheker.

## Leben
Johann Karl Acoluth war der Sohn des Orientalisten und Sprachforschers Andreas Acoluth und studierte bei Martin Gotthelf Löscher an der Universität Wittenberg Medizin. 1723 wurde er in Wittenberg promoviert. Anschließend praktizierte er als Arzt in Dresden und in Pirna. Ab 1729 wirkte Johann Karl Acoluth bis zu seinem Lebensende als Arzt und Apotheker der Stadt-Apotheke in Zittau.
Am 16. März 1739 wurde Johann Karl Acoluth unter der Präsidentschaft des Mediziners Andreas Elias Büchner mit dem akademischen Beinamen Cassius Iatrosophista II. unter der Matrikel-Nr. 487  als Mitglied in die Leopoldina aufgenommen.
Er wurde am 19. Juli 1754 Mitglied der Akademie gemeinnütziger Wissenschaften zu Erfurt. Er hielt am 11. Juni 1758 vor den anwesenden Akademiemitgliedern ein Referat über die Abhandlung "Casus medicos". 
Acoluth war seit dem 24. Oktober 1724 mit Christiane Sophie Hacker (1700–1784), der ältesten Tochter des Torgauer Mediziners Daniel Hacker, verheiratet. Der Jurist Karl Benjamin Acoluth war sein Sohn. Der Mediziner Johann Acoluth war sein Onkel.

## Schriften
- Specimen Anthropologiae Experimentalis. Wittenberg 1722 (Digitalisat)
- Dissertationem Inauguralem Medicam De Sympatheticis Morborum Curationibus Medico Rationali Indignis Et Illicitis. Wittenberg 1723 (Digitalisat)